# Aeritalia F-104S Starfighter
L'Aeritalia F-104S Starfighter è stato un aereo monomotore bisonico multi-ruolo, caccia intercettore ogni-tempo, d'attacco e d'assalto, ricognitore e d'addestramento in versione biposto con ala trapezoidale. Fu una versione costruita in Italia derivata dal Lockheed F-104 Starfighter che venne data in dotazione all'Aeronautica Militare divenendone la colonna portante dalla fine del 1960 fino agli inizi del XXI secolo. Gli F-104S furono acquisiti anche dalla Türk Hava Kuvvetleri, l'aeronautica militare della Turchia, dove rimasero in servizio fino a metà degli anni novanta. L'F-104S è stato lo sviluppo finale della linea Starfighter.
Derivato da studi di progettazione della Lockheed su un "Super Starfighter", l'F-104S è stata una delle migliori varianti della serie F-104 e destinata ad essere l'ultima in servizio in tutto il mondo. L'F-104S (aggiornato più tardi alla variante ASA/M) è stato ritirato dal servizio in Italia nel mese di ottobre del 2004.

## Storia del progetto

F-104S in livrea mimetica originale con missili AIM-7 Sparrow montati sotto le semiali nel 1969.

La serie di velivoli F-104 era entrata in una seconda fase del suo sviluppo con l'F-104G. Quando l'USAF non manifestò più interesse per l'F-104, la Lockheed mise a punto il modello CL-901 con il nuovo motore J79-GE-19 e missili Sparrow III. Se la "G" indicava "Germania", il paese di riferimento per quella versione, la "S" venne scelta per indicare la versione migliorata capace di utilizzare i nuovi missili "Sparrow". Furono proposti ulteriori sviluppi incluso il CL-958 con ali più grandi, il CL-981 con alette canard retrattili dietro la cabina di pilotaggio e il CL-984 ottimizzato per le missioni da attacco al suolo. Un RF-104G venne modificato e volò nel dicembre 1966 come prototipo del CL-901 "Super Starfighter". La nuova variante aveva prese d'aria leggermente più grandi e condotti di ingresso al motore in acciaio in grado di permettere un aumento della temperatura di funzionamento da 121 °C a 175 °C, il che consentiva una velocità massima di Mach 2,2.
Durante i primi cinque anni di servizio in Italia, 23 velivoli F-104G erano stati persi in incidenti di volo e con una flotta residua tra gli 80 e 90 velivoli operativi (rispetto ai 149 acquisiti), venne presa la decisione di acquisire un nuovo intercettore e cacciabombardiere per rafforzare le unità di prima linea.
Venne definito dall'Aeronautica Militare un requisito per un nuovo  caccia intercettore ognitempo a metà degli anni sessanta dal nome "AW-X" (All-Weather-X aircraft - Aereo X ognitempo). Gli aerei valutati furono tra gli altri: McDonnell Douglas F-4B/C Phantom, Mirage IIIC-1, BAC Lightning e il North American F-100S Super Sabre. La scelta ricadde sul Lockheed CL-980 (una versione semplificata con le stesse ali del modello CL-901). Il 26 gennaio 1966, l'AM scelse definitivamente l'F-104S come velivolo da caccia per il suo futuro. Come azienda costruttrice in Italia fu scelta la "Divisione Aviazione della FIAT" (poi Aeritalia).  Alla produzione collaborarono diversi subfornitori: Piaggio, SACA, SIAI-Marchetti, Aerfer, Macchi, Officine Aeronavali e Alfa Romeo (motore).
Il primo F-104S fu in realtà una versione modificata dalla Fiat di un RF-104G, identificato con matricola militare MM6658 e utilizzato come prototipo per gli studi aerodinamici. Il primo volo di questo prototipo venne effettuato il 22 dicembre 1966, mentre un secondo prototipo con matricola MM6660, dotato di nuovi sistemi avionici più vicini alla configurazione finale, volò il 28 febbraio 1967. Il primo esemplare di produzione, identificato dalla matricola MM6701 venne costruito dalla Aeritalia e volò il 30 dicembre 1968.
L'F-104S fu progettato per impiegare i missili AIM-7 Sparrow rinunciando al cannone M61 Vulcan presente nelle versioni precedenti. In configurazione da aereo da attacco al suolo, l'F-104S aveva nove punti d'attacco e poteva trasportare fino a sette bombe da 227 kg (500 lb) o 340 kg (750 lb), il che costituiva un sensibile miglioramento rispetto all'F-104G che poteva trasportare solo la metà di quel carico e aveva solo cinque punti d'attacco, due dei quali venivano impiegati per i serbatoi ausiliari. Teoricamente un F-104S poteva essere equipaggiato con quattro o cinque bombe, due serbatoi supplementari e due missili AIM-9, diventando un velivolo a doppio ruolo intercettore-attacco al suolo.
La nuova versione entrò in servizio a metà del 1969, con il 22º Gruppo del 51º Stormo, e in quello stesso anno, l'F-104S accumulò 460 ore di volo.
L'Aeronautica Militare acquistò 205 esemplari dell'aereo, tutti consegnati tra il 1969 e il 1979, con il 100° aereo consegnato nel gennaio 1973 e il 200° nel maggio 1976.
L'F-104S è stato costruito in due varianti: una come intercettore armato solo di missili AIM- 7 Sparrow e, quindi privo del cannone M61 Vulcan, l'altra come cacciabombardiere, con il cannone in dotazione e la capacità di trasportare bombe e altri ordigni aria-superficie. Le varianti erano intercambiabili, il che non rende semplice stabilire quanti velivoli sono stati costruiti o ricostruiti secondo le due diverse specifiche.
In Italia il rombo del reattore del velivolo venne battezzato "il lamento del contribuente". Questa allegoria accosta il particolare rombo del motore alla moltitudine di polemiche levate dall'opinione pubblica, ovvero in relazione ad un velivolo obsoleto e dagli elevati costi di manutenzione, peraltro con un periodo di servizio prolungato ad oltranza in Italia fino al 2004. L'ultimo incidente grave verificatosi ad un F-104S in servizio attivo è stato quello del 2 maggio 2002 sull'aeroporto militare di Leeuwarden (Olanda), in cui l'F-104S dell'AMI con matricola militare MM6778 del 9º Stormo (9°-40) si è schiantato sulla pista dopo un'esercitazione a Florennes (Belgio) nell'ambito del TLP 2002.

### Le versioni aggiornate

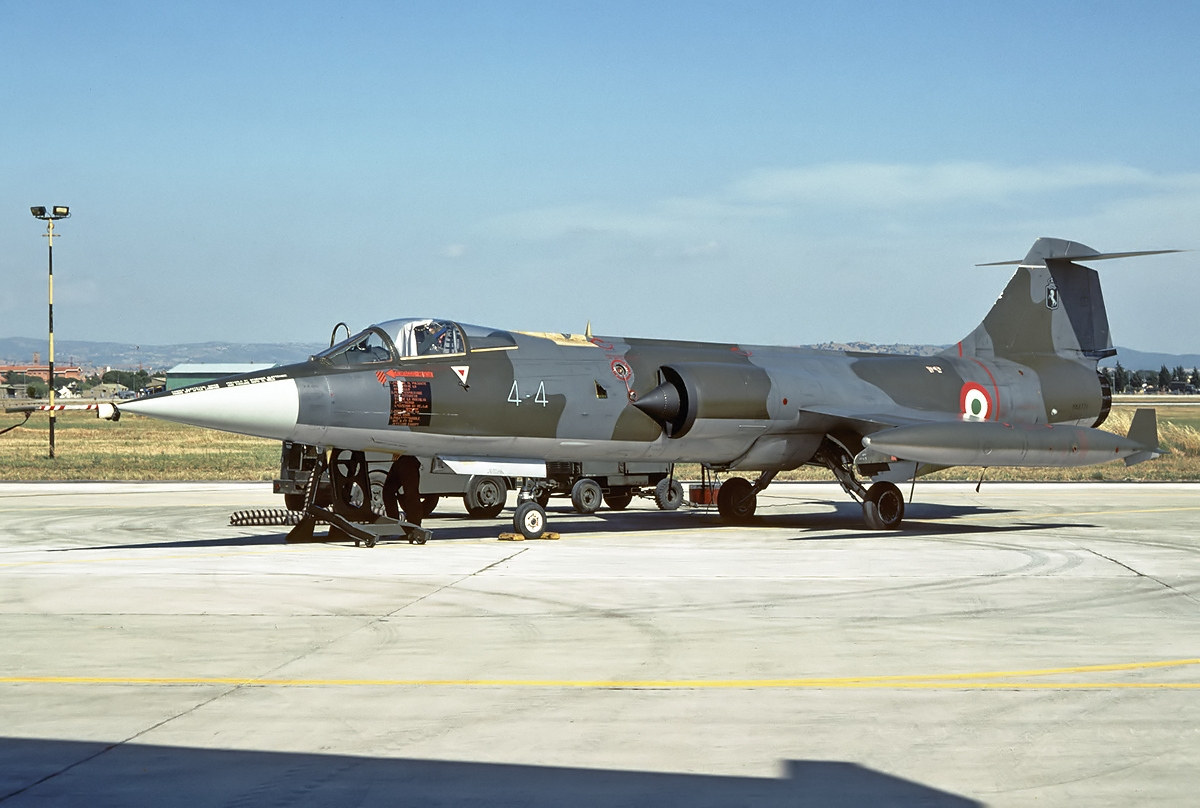
Un F-104S ASA

- ASA (Aggiornamento Sistemi d'Arma). Sviluppato nel 1986, ha introdotto un radar Fiar Setter, con capacità di "look down" e compatibile con il missile Selenia Aspide. Gli AIM-9L furono quindi usati come armamento principale, sostituendo la precedente versione "B" e "F" di questo missile, mentre i vecchi AIM-7 vennero mantenuti in alcuni gruppi da caccia. Un AIM-7 veniva solitamente trasportato sotto ogni ala. In totale 147 F-104S sono stati aggiornati seguendo  il programma  ASA con una spesa di circa 600 miliardi di lire. L'ultimo F-104 S-ASA è stato consegnato all'inizio degli anni '90.[7]
- ASA-M (Modificato). Questo aggiornamento del 1997 (inizialmente noto come aggiornamento "ECO", Estensione Capacità Operative) si è concentrato sul miglioramento dell'affidabilità  con l'integrazione di nuovi apparati nell'avionica, di alcuni irrobustimenti strutturali e alcuni interventi sul motore, e ha coinvolto 49 velivoli F-104S-ASA e 15 TF-104G (biposto).[8]

## Utilizzatori
Italia
- Aeronautica Militare Italiana - 206 esemplari.

 Turchia
- Türk Hava Kuvvetleri - 40 esemplari.

### Aeromobili simili
- English Electric Lightning
- Sukhoi Su-15